# Nitrogenaza

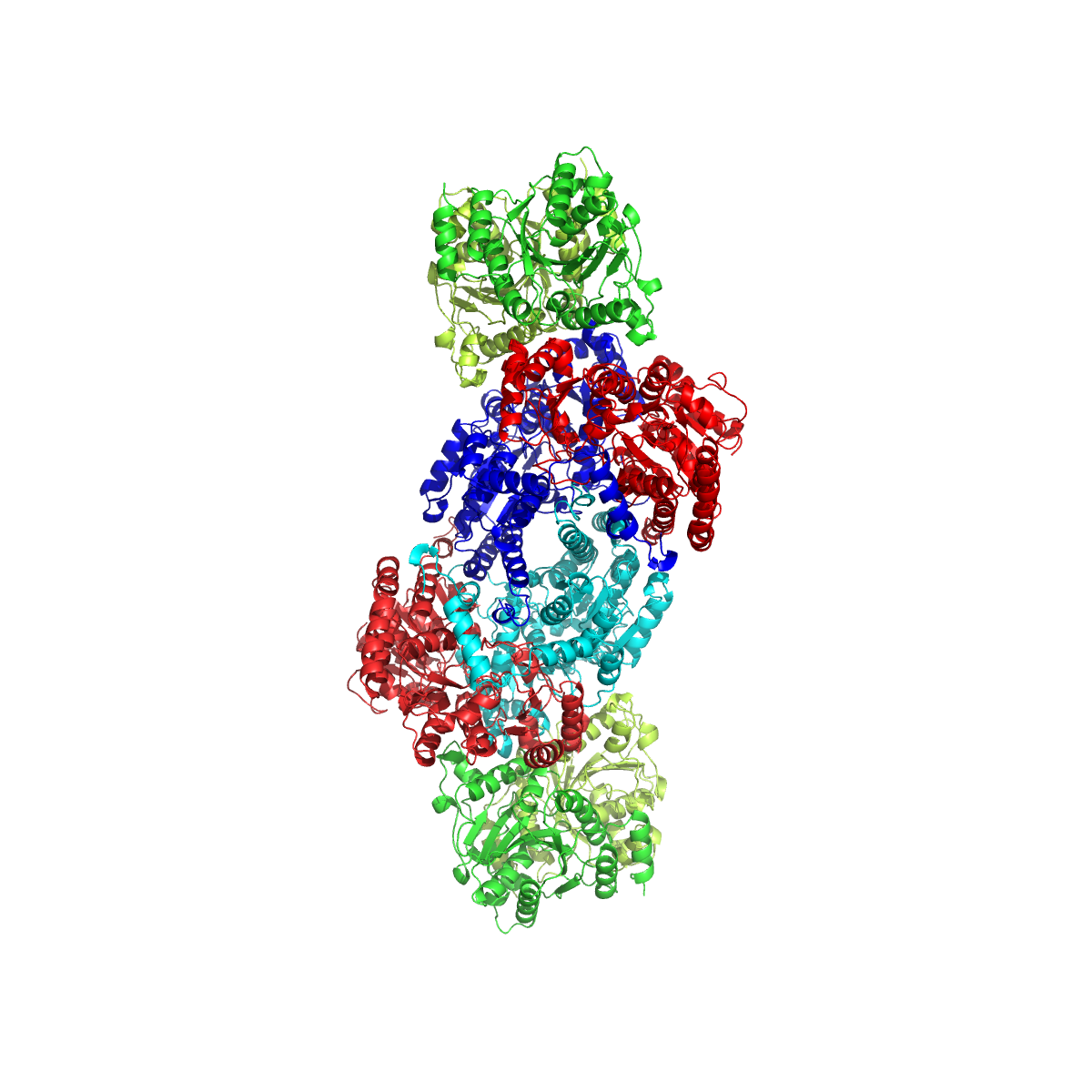
Model nitrogenazy. Kolor czerwony i niebieski – łańcuchy α i β białka FeMo; kolor zielony – cząsteczki białka żelazowego

Kofaktor FeMo

Nitrogenaza – enzym bakteryjny związany z asymilacją azotu. Jest to białko złożone zawierające centrum żelazowo-siarkowe i molibden, rzadziej wanad. Jest zbudowana z dwóch typów jednostek białkowych. Jednostka większa, tzw. białko FeMo, składa się z 4 łańcuchów polipeptydowych w układzie α2β2 i zawiera kofaktor FeMo (z atomami żelaza i molibdenu). Po jej przeciwnych stronach przyłączone są 2 mniejsze białka żelazowe.
Katalizuje reakcję:
N2 + 8H+ + 8e− + 16ATP → 2NH3+ 16ADP + H2 + 16Pi